# Jesús Isamat i Vila
Jesús Isamat i Vila   (Olot, 1895 - Barcelona, 1981) va ser un farmacèutic català, cap del servei de farmàcia de l'Hospital Clínic i primer professor d'Història de la Farmàcia en aquesta facultat. Llicenciat en farmàcia el 1919, va ampliar els seus estudis a l'Institut Pasteur de París. Va ser membre de la secció de Barcelona de la Reial Acadèmia Nacional de Farmàcia de Madrid, i un dels acadèmics fundadors de la Reial Academia de Farmàcia de Barcelona, l'any 1955, que acabaria esdevenint la Reial Acadèmia de Farmàcia de Catalunya. El 1957, va crear el Museu de la Farmàcia Catalana.